# Cary Kolat

Zawodnik Penn State Nittany Lions

Cary Joseph Kolat (ur. 19 maja 1973 w Rices Landing w Pensylwanii) – amerykański zapaśnik w stylu wolnym.
Olimpijczyk z Sydney 2000, gdzie zajął 9. miejsce w wadze do 63 kg. Srebrny i brązowy medal na Mistrzostwach Świata.
Złoty medalista igrzysk panamerykańskich z 1999 roku. Triumfator mistrzostw panamerykańskich z 2000 roku. Triumfator Pucharu Świata w 1998, 1999 i 2000; drugie miejsce w 2001 roku. Złoty medalista Igrzysk Dobrej Woli w 1998 roku.
Zawodnik Jefferson-Morgan High School z Jefferson w hrabstwie Greene, Pennsylvania State University i Lock Haven University. Cztery razy All-American (1993, 1994, 1996, 1997) w NCAA Division I, pierwszy w 1996 i 1997; drugi w 1993; trzeci w 1994 roku.
16 września 2005 roku zaliczył epizod w zawodowym MMA. Na gali w Portland przegrał z Enochem Wilsonem.